# 陈雷 (足球运动员)
陈雷（1985年10月16日—）是中国职业足球运动员，主要司职边后卫或者防守型中场。

## 职业生涯
陈雷是上海申花青年队培养出的球员，代表上海参加了2005年十运会足球赛事，之后进入了一线队的名单。但是2007年，随着申花联城合并，申花人员大幅度膨胀，当时陈雷基本失去了进入一线队的机会。
此时长春亚泰看过陈雷试训后，提出收购陈雷，但是申花因为他的潜力只同意租借两年，于是他与队友黄洁一起加盟了亚泰。陈雷到了亚泰之后表现异常出色，成为当年亚泰夺得中超联赛冠军的主力球员，到2008赛季结束后才返回申花，之后陈雷坐了半个赛季的板凳。
2009年，陈雷入选中国国家队。2009年6月1日友谊赛对阵伊朗是他的第一场国际A级赛。在申花打不上主力的陈雷在6月的二次转会登上了转会名单，租借至深圳红钻直到2009赛季结束。
2010年，陈雷结束租借返回申花，成为主帅布拉泽维奇阵中的主力边后卫人选，他与王洪亮还有陈永强因为夜间逃出去“吃宵夜”，被布帅短暂“冷冻”。陈雷在该赛季为申花出场19次，表现中规中矩，同年12月初申花集合，开始备战2011年赛季，沈龙元、王洪亮和陈雷三人却始终没有接到归队通知。
2011年1月，陈雷以自由转会形式重返深圳红钻効力并正式签约3年，合同到期前深足可优先续约1年。深圳红钻降级后，陈雷为留在更高水平的中超比赛以200万人民币从深圳红钻转会到大连阿尔滨。
2013年大连阿尔滨接手大连实德后，陈雷被挂牌，由于主帅徐弘突遭禁赛，临时代理主帅李明召回了全部挂牌球员，陈雷得以留队。
2014年1月，陈雷转投中甲球队重庆力帆。